# ジェイ・シュローダー
ジェイ・シュローダー（Jay Brian Schroeder 1961年6月28日- ）はウィスコンシン州ミルウォーキー出身の元アメリカンフットボールのクォーターバック。NFLのワシントン・レッドスキンズ、ロサンゼルス・レイダース、シンシナティ・ベンガルズ、アリゾナ・カージナルスでプレイした。

## 経歴

### プロ入りまで
ハイスクール時代、アメリカンフットボールでフォレスト・ウィテカーとチームメートだった。強肩と運動能力が注目されて、1979年のMLBドラフトで1巡目全体3位で捕手として指名されて入団したトロント・ブルージェイズのマイナーリーグに所属したこともある（1996年にキンストンのプロ野球殿堂入り）。UCLA時代は1980年のオレゴン州立大学戦に1試合先発し、パス10回中5回成功、120ヤードを獲得した後、プレイすることはなかったが、1984年のNFLドラフトでワシントン・レッドスキンズから3巡目で指名されて入団した。

### ワシントン・レッドスキンズ
1985年に先発QBのジョー・サイズマンがニューヨーク・ジャイアンツ戦でローレンス・テイラーのヒットを受けて退場したため、翌週行われたピッツバーグ・スティーラーズ戦に彼は大学時代から数えておよそ5年ぶりに先発出場し30-23と勝利をあげた。このシーズン彼が先発した試合は4勝1敗だったが、チームは10勝6敗でプレーオフ進出を逃した。サイズマンがシーズン終了と共に引退すると彼は全試合に先発出場するようになり、1986年にチームは12勝4敗、彼はフランチャイズレコードとなる4109ヤードを投げてプロボウルにも選出された。
ワイルドカードプレーオフでロサンゼルス・ラムズに19-7、前年のスーパーボウルチャンピオン、シカゴ・ベアーズに27-13で勝利し、NFCチャンピオンシップゲームまで進出したがニューヨーク・ジャイアンツに0-17と完封負けしている。
1987年には開幕戦のフィラデルフィア・イーグルス戦で肩を故障、控えのダグ・ウィリアムスが先発することとなった。シュローダーはシーズン中に先発復帰を果たしたが再び故障してしまい、プレーオフの先発QBの座はウィリアムズのものとなってしまい、第22回スーパーボウルではウィリアムズがMVPを獲得した。翌シーズン、彼はジム・ラシェイとのトレードでロサンゼルス・レイダースに移籍した。

### ロサンゼルス・レイダース
1988年の第4週に行われたデンバー・ブロンコスとのマンデーナイトフットボールでは前半8本中2本のパスしか通せずにパスでは26ヤードしか獲得できず、相手ラインバッカーのサイモン・フレッチャーにはインターセプトを許してハーフタイムを0-24とリードされて迎えた。多くの視聴者はソウルオリンピックにチャンネルを変えてしまったが後半に入るとスティーブ・スミスへの2本のタッチダウンパスを通すなどオーバータイムに試合を持ち込み逆転勝利した。
1990年、彼は2849ヤードを投げ、チームは12勝4敗でプレーオフに進出した。シーズン9勝7敗のシンシナティ・ベンガルズとのワイルドカードでは第4ダウン残り1ヤードで、イーサン・ホートンへのパスが不成功でターンオーバー、さらにデビッド・フルチャーにインターセプトされたが、ホートンへの41ヤードのTDパスなど、2TDパスをあげて、20-10で勝利した。バッファロー・ビルズとのAFCチャンピオンシップゲームで彼は5インターセプトを喫してチームは3-51で敗れた。彼がレギュラーシーズン中に喫したインターセプトはわずか9であった。
1991年、シーズン終盤の4試合で1TD、5INTと乱調で、両足首を負傷して、トッド・マリノビッチに先発の座を奪われた。マリノビッチにポジションを奪われるまでは、33試合連続で先発出場していた。
1992年、マリノビッチの控えとしてシーズンを迎えたが、10月のシアトル・シーホークス戦でマリノビッチが300ポンドの巨漢、コーテス・ケネディにサックされて負傷したため、先発QBを務めた。

### レイダース退団後
1993年4月30日、ブーマー・アサイアソンの代わりとして、シンシナティ・ベンガルズと契約、デビッド・クリングラーの控えQBとなった。シーズン途中にクリングラーに代わって先発QBとなった。
1994年、開幕直前にベンガルズを解雇された。9月、ショーン・ムーアの代わりにスティーブ・バーライン、ジム・マクマーンに次ぐ第3QBとしてアリゾナ・カージナルスと契約を結んだ。
1995年にパス試投2808回、パス成功1426回、パス獲得ヤード20,063ヤード、パスタッチダウン114回、インターセプト108回、ラッシング獲得ヤード761ヤード、TDラン5回の記録を残して現役を引退した。
2007年から Snow Canyon High School でオフェンシブコーディネーターとQBコーチを兼任した。2008年現在は Dixie High School のアシスタントコーチとなっている。
また2007年11月からスカイスポーツのNFLカバレッジで評論家をしている。